# Jean Bulle
Pour les articles homonymes, voir Bulle.
Le chef de bataillon Jean Bulle est un militaire et résistant français, né le 8 septembre 1913 à Pontarlier et mort pour la France le 20 août 1944 près d’Albertville.
Il a été abattu par les SS lors des combats de libération de la ville d’Albertville et a été promu chef de bataillon à titre posthume.

## Biographie

### Enfance et scolarité
Jean Marie Bulle naît à Pontarlier de Simon Bulle et Juliette Laresche, tous deux fonctionnaires des Postes. Son père, officier de réserve, est mobilisé en 1914 au 60e Régiment d'Infanterie de Besançon et ne rentre de la guerre qu'en 1919. De cette absence paternelle, Jean Bulle tire la maturité et l'indépendance qui le caractériseront tout au long de sa carrière.
D'abord élève de l'école Saint-Joseph de Pontarlier, il entre ensuite au petit séminaire de Vaux puis en internat à l'Institut Saint-Jean de Besançon où il obtient son baccalauréat en 1930. Désireux de s'orienter vers une section de mathématiques supérieures, il entre en 1931 au Prytanée National Militaire de La Flèche, solution la moins coûteuse pour ses parents pour préparer aux grandes écoles. Cette période lui fait prendre goût à la vie militaire et, alors qu'il se destinait initialement à l'École Polytechnique, il choisit finalement Saint-Cyr. Il intègre l’École Spéciale Militaire le 29 septembre 1934, et figure à la promotion Roi Alexandre Ier de Yougoslavie. Lors de son passage à l’école, il encadre un autre futur grand résistant, Tom Morel,.

### Avant-guerre
À sa sortie, il choisit le régiment de sa région et de son père : le 60e Régiment d’Infanterie. La réglementation de l'époque impose aux jeunes officiers, dix-huit mois après leur intégration dans leur premier régiment, d'être muté dans un bataillon de forteresse. Il choisit alors Bourg-Saint-Maurice où en 1938 il est affecté à la 2e Compagnie du 70e Bataillon Alpin de Forteresse (BAF). Cette compagnie est destinée, en cas de tensions graves avec l'Italie, à être renforcée pour constituer le 80e Bataillon Alpin de Forteresse. Désireux de prendre à l'avenir le commandement d'une section d'éclaireurs-skieurs (SES), Jean Bulle s'entraîne durement aux techniques de ski et d'alpinisme et effectue plusieurs stages à l'École de Haute-Montagne de Chamonix,. En avril 1939, Jean Bulle fait partie des officiers de son bataillon chargés d'encadrer des immigrés espagnols ayant fui la dictature franquiste. Ceux-ci sont employés à des travaux permettant l'enterrement de lignes téléphoniques et la réfection de route desservant les ouvrages fortifiés des alentours de Bourg-Saint-Maurice, contribuant ainsi à la préparation de la défense des Alpes. Le 3 septembre 1939, la France et le Royaume-Uni déclarent la guerre à l'Allemagne. Malgré la déclaration de non-belligérance de l'Italie deux jours avant, la préparation des combats alpins se poursuit et, comme prévu, la 2e compagnie du 70e BAF est détachée et devient le 80e BAF qui s'installe dans le Beaufortain. Bulle est d'abord nommé officier de détail et est chargé d'organiser la mobilisation et l'équipement des réservistes venu renforcer le nouveau bataillon. Mais le 17 février 1940, il voit ses efforts récompensés en se voyant confier le commandement de la SES du 80e BAF,.

### Guerre et armistice
Le printemps 1940 est consacré à l'instruction et au perfectionnement des hommes de la SES, aussi bien sur les techniques montagnardes que sur celles purement militaires. La non-belligérance italienne se poursuivant, le front des Alpes est calme ; la « drôle de guerre » se prolonge dans les Alpes jusqu'en juin. Cependant, la précipitation des événements dans le nord de la France et l'attitude de plus en plus belliqueuse de Mussolini à la suite des succès allemands ne laisse guère de doutes sur un futur engagement des troupes italiennes. Au sein de la 16e Demi-Brigade Alpine, la SES commandée par Bulle effectue de nombreuses reconnaissances dans le secteur du Beaufortain. Les observations faites sur l'avant-poste de Séloges, dans la vallée des Chapieux et au col de l'Enclave s’avéreront cruciales par la suite,.
Le 10 juin, l'Italie déclare la guerre à la France. Les premières échauffourées ont lieu entre le 14 et le 17 juin, notamment le 16 où sur le col de la Seigne une soixantaine d'italiens tentent d'encercler les éléments de la SES, profitant de l'absence de Jean Bulle convoqué en vallée pour une réunion de commandement. Malgré l'arrivée au pouvoir du Maréchal Pétain et la demande d'armistice avec l'Allemagne, les combats continuent dans les Alpes. Le 21 juin, l'armée italienne attaque le Beaufortain et la Tarentaise dans le but de s'emparer de Bourg-Saint-Maurice et d'ouvrir la voie vers Albertville puis Chambéry. La SES du 80e BAF est chargée de défendre le passage du Col de l'Enclave que l'ennemi tente de traverser le 22. La section résiste héroïquement sous l'impulsion de son commandant qui n'hésite pas à descendre en rappel le long d'une crête pour se poster sur un replat au plus près des colonnes italiennes et les mitrailler. Entretemps, un ordre de repli est parvenu mais la SES est encerclée. Dans la nuit du 22 au 23 juin, Bulle reconnait en solitaire la seule arête permettant une évacuation de ses hommes puis organise leur descente homme par homme. Finalement le 24, la nouvelle de la relève parvient à la SES qui, en arrivant dans la vallée, apprend la nouvelle de l'armistice avec l'Italie,.
La convention d'armistice prévoyant l'évacuation des unités françaises, Bulle suit son bataillon qui a été transféré à Laissaud. Les 70e et 80e BAF sont dissous et leurs hommes sont affectés au 7e Bataillon de Chasseurs Alpins où, fraîchement décoré de la Croix de Guerre 1939-1940, il prend la tête de la 1re compagnie. Cependant, le 7e BCA a perdu 60 % de ses effectifs le 6 juin à Pinon lors de la bataille de l'Ailette et l'apport des hommes des Bataillons Alpins de Forteresse n'est pas assez important. Il est donc à son tour dissous. Jean Bulle choisit alors d'être affecté au 6e Bataillon de Chasseurs Alpins de Grenoble au sein de l'armée d'armistice. Le 17 octobre 1940, à la suite des citations reçues pour ses faits d'armes, il est fait chevalier de la Légion d'Honneur[réf. souhaitée]. Entre janvier 1941 et novembre 1942, son temps est partagé entre le quartier de Grenoble où il s'occupe d'instruction, d'intendance et de service social, des périodes de convalescence à la suite d'ennuis de santé et d'un temps de détachement à l'Unité de Gardiennage 14/14 qui lui permet de retrouver son ancien secteur de Beaufortain-Tarentaise et de revoir ses anciens éclaireurs, base de son futur réseau. Dans le même temps, bien que cela ne soit pas avéré, il est possible qu'il ait pris part aux premières actions clandestines de collectes et de cache d'armes,.

### La résistance
En novembre 1942, à la suite du débarquement des troupes anglo-américaines en Afrique du nord (opération Torch), Hitler déclenche l'opération Anton dont l'objectif principal est la capture de la flotte de guerre française à Toulon. En résulte l'envahissement de la zone libre française par les troupes allemandes mais aussi italiennes dans les zones alpines. Dès lors, l'organisation des mouvements de résistance s'intensifie en Savoie. Selon les directives du Conseil National de la Résistance, chaque secteur doit être dirigé par un triumvirat comportant un chef civil, un intendant et un chef militaire. Le 1er août 1943, Bulle est nommé chef militaire du secteur III de Savoie (Albertville) au sein de région R1. Prenant le pseudonyme de « Dubois », il rencontre les chefs locaux et les résistants déjà en place, prend en main l'organisation et effectue un bilan des hommes et des armes. Il constate beaucoup de bonne volonté de la part des hommes mais un cruel manque d'organisation, d'instruction, de matériel et d'armement. Il commence dès lors à réfléchir à des parachutages. Début septembre, les Allemands remplacent les Italiens dans la région. La répression devient alors plus sévère et les opérations plus délicates. Bulle parvient cependant à renforcer les trentaines et à intensifier les missions de sabotage. À la même époque, il rencontre Roger Frison-Roche, récemment réfugié dans le Beaufortain,.

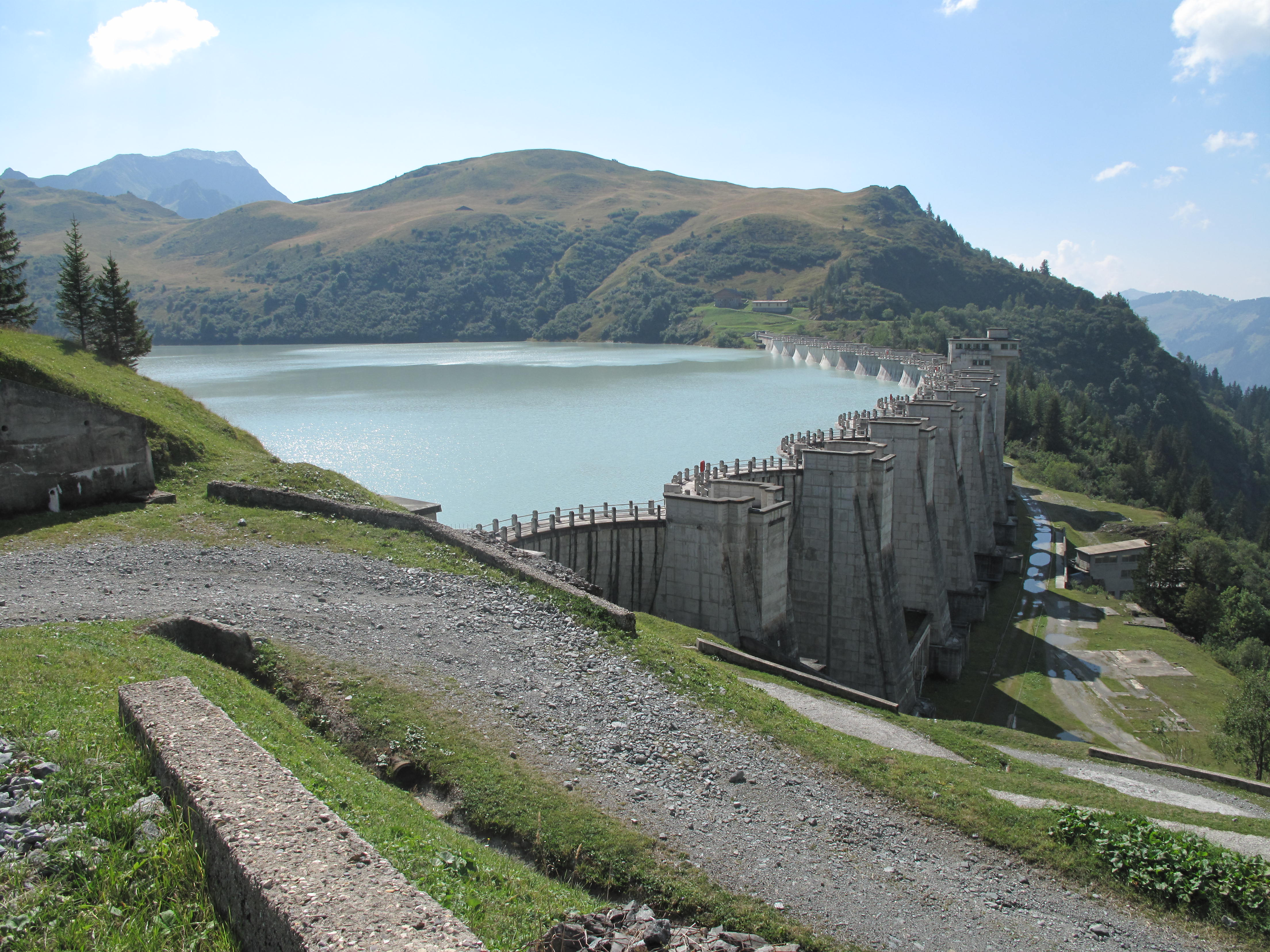
Le lac et le barrage de la Girotte.

Le 15 novembre, mis en position de « non-disponibilité » par le régime de Vichy, il doit trouver un moyen de justifier ses déplacements lorsqu'il croise des patrouilles allemandes. Par le biais de son réseau, il se fait engager dans une scierie locale ce qui lui permet d'arpenter librement les pentes et les forêts du Beaufortain. Il profite de cette activité pour installer de nouvelles caches et de reconnaître de futurs terrains de parachutages. Au lac de la Girotte, il tire profit de la construction d'un barrage. Chantier considéré comme prioritaire par l'occupant afin de fournir en électricité les aciéries d'Ugine, les ouvriers y étant affectés bénéficient d'une certaine liberté de mouvement ainsi que de ravitaillements en vivres et en matériels non négligeables. Bulle fait donc du chantier un véritable réservoir de résistants en organisant l'affectation des hommes réfractaires ou déserteurs au STO, mettant en place pour cela une filière de faux papiers. Les trois premiers mois de Bulle à la tête de son secteur sont particulièrement fructueux en matière d'organisation et d'instruction ce qui lui vaut, à lui et ses compagnons, les félicitations du directoire de Chambery,.
L'hiver 43-44 voit une intensification des actions de sabotages, aussi bien en termes de quantité que de qualité, au point d'être mentionnés dans une note du SOE. Fort de son expérience d'officier de détail et dans l'objectif avoué d'avoir à disposition une armée formée et équipée mobilisable dès le futur jour J, Bulle organise la mise en place de stocks d'équipements individuels comprenant des effets paramilitaires. Il souhaite en effet disposer d'une unité uniforme qui soit immédiatement assimilable à la future armée française et considérée par l'ennemi comme belligérante et non terroriste. Aussi, un grand nombre de coups de main sont organisés dans le but de constituer ces stocks d'équipement et de ravitaillement. L'attaque d'un train dans le secteur d'Albertville permet ainsi de s'emparer d'un important stock de tickets de ravitaillement alors que dans le même temps est organisée la récupération des armes de chasse que les habitants avait obligatoirement dû déposer dans les mairies au début de l'occupation. De nombreux explosifs destinés aux futurs sabotages sont également récupérés grâce aux complicités des personnels des aciéries d'Ugine, du chantier du barrage de la Girotte et des mines de charbon locales. Un coup de main dans un dépôt local et la prise d'un train circulant entre Albertville et Ugine permettent de rajouter plus de quatre tonnes d'explosif et une caisse de détonateurs à ce stock,.
En janvier 1944, l'arrestation à Chambéry du chef départemental des MUR nécessite une réorganisation du commandement et des liaisons. Bulle change alors son pseudonyme de « Dubois » en « Devèze », du nom de l'un de ses anciens camarades de Besançon. Malgré les réussites en matière d'approvisionnement en vivres, carburant et explosifs, Jean Bulle et ses hommes sont toujours à la peine pour se procurer de l'armement en quantité suffisante. Ne bénéficiant pas de parachutage spécialement destiné à son maquis, il est obligé de compter sur les dons de maquis voisins ayant, eux, été approvisionnés. Cependant, en février, l'interception par les Allemands d'un camion transportant des armes fournies par l'Armée Secrète des Bauges lui fait perdre deux de ses meilleurs hommes, son adjoint Gruffaz et André Rambach dit Rambaud. Depuis l'automne 1943, le Capitaine Bulle est en contact avec Guy Fournier dit « Beaulac », délégué en Savoie de la Section Atterrissages-Parachutages, et Jacques Bugaud dit « Nicolas », représentant du BCRA d'Alger, tous deux chargés du contrôle et de l'homologation des terrains. Cependant la R.A.F demeure réticente à effectuer un parachutage dans le Beaufortain compte tenu de la proximité avec des sommets supérieurs à 3 500 mètres et des risques de violation de la neutralité suisse en cas d'égarement d'un appareil. Mais l'intervention de Forest Yeo-Thomas, officier de la section RF du SOE, auprès de Winston Churchill va permettre de souligner l'importance du rôle des maquis de Savoie dans la future invasion alliée et d'intensifier les parachutages,.

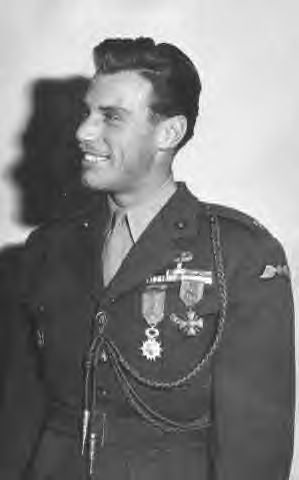
Peter Ortiz, « Chambellan », membre de la mission Union

En février et mars 1944, une mission « Union », composée du Lieutenant-Colonel Pierre Fourcaud dit « Sphère », du Capitaine Peter Ortiz dit « Chambellan » et du Capitaine Thackthwaite dit « Procureur », arrive en Savoie et obtient un important parachutage à La Plagne, dans le secteur voisin de celui de Bulle. Il est prévu que le maquis du Beaufortain en obtienne une partie, mais la maigre quantité allouée suffit à peine à armer deux trentaines. Cependant Jean Bulle ne désespère pas d'obtenir son propre parachutage et continue de reconnaître de nouveaux terrains potentiels et de les équiper en moyens de balisage. Fourcaud et Thackthwaite rencontrent personnellement le Capitaine Bulle le 25 mars ce qui donne l'occasion à ce dernier d'exposer son plan concernant l'action de son maquis au moment du futur débarquement prévu dans le midi de la France : s'emparer de la totalité de la vallée de la Tarentaise d'Albertville à Bourg-Saint-Maurice, installer des bouchons à Ugine et au col du Petit-Saint-Bernard pour verrouiller la vallée puis se porter sur Chambéry et Grenoble. Enthousiasmés par ce plan et par la compétence de Bulle, les deux représentants de la mission « Union » transmettent aussitôt d'importantes demandes de parachutages d'armement sur les terrains dernièrement reconnus par les hommes du Beaufortain. Mais la réponse à ces demandes se fait attendre, Londres donnant la priorité au secteur de Haute-Savoie afin de compenser les pertes dues à l'attaque subie par le maquis des Glières. En attendant, Bulle poursuit son travail d'organisation, d'instruction et de sabotage. Le même mois, une note du réseau Marco Polo adressée au BCRA décrit Jean Bulle comme « un jeune plein d'allant mais d'esprit pondéré, ne laissant rien au hasard. On peut compter sur lui, c'est un meneur d'hommes qui ne fera pas de sacrifices intempestifs[...] ».
Le 2 mai, un agent de liaison de Londres se présente aux résistants et transmet l'ordre d'arrêter la production des aciéries d'Ugine pour au moins un mois. En cas d'échec, un raid de la R.A.F se chargera de la destruction dans la nuit du 3 au 4. Soucieux d'éviter un bombardement qui pourrait causer de nombreuses victimes collatérales, Bulle confie la mission à ses hommes en qui il a toute confiance et leur fournit des explosifs. Le sabotage est un succès et le bombardement est évité. Le Capitaine consacre le reste du mois de mai à l'attente de parachutages malheureusement ratés, à la rencontre avec différents chefs résistants locaux pour la coordination des actions futures et à diverses réunions de préparations de parachutages en compagnie de Pierre Fourcaud. C'est au cours de l'une de ces réunions que le 19 mai, Bulle échappe de peu à une arrestation par la Gestapo. Fourcaud est arrêté mais parviendra plus tard à s'évader et à regagner Londres. La capture de Fourcaud compromet l'organisation des parachutages mais son remplaçant met autant d'enthousiasme que lui à réclamer des armes au profit du maquis du Beaufortain. Le 26 mai, après plusieurs échecs, les hommes de Bulle reçoivent enfin un parachutage fructueux. Une soixantaine de cylindres contenant mitrailleuses, fusils-mitrailleurs, fusils, revolvers, grenades et munitions sont récupérés. Il y a là de quoi équiper deux cents hommes mais cela reste insuffisant pour armer la totalité des résistants,.
Le 6 juin, les maquisards apprennent avec enthousiasme la nouvelle du débarquement. Cette annonce provoque un afflux important de volontaires qu'il est toujours impossible d'armer. Or, si les troupes anglo-américaines ont bien débarqué en Normandie, il n'en est rien en Méditerranée ce qui était pourtant prévu pour être le signal de mobilisation des maquis de Savoie. Cette arrivée massive d'hommes cause bien des soucis au Capitaine Bulle qui ne peut pas engager ses troupes désarmées dans un conflit ouvert tant que les Alliés ne sont pas en Provence. Cette forte concentration d'hommes risque en outre d'attirer l'attention des Allemands et de compromettre la sécurité des résistants déjà structurés et armés. Bulle n'a donc d'autre choix que de les renvoyer chez eux en attendant une meilleure dotation en armes. Les sabotages sont toujours nombreux pendant le reste du mois de juin, provoquant la nervosité des Allemands qui accentuent les actions de répression. Parallèlement, le Capitaine Bulle continue inlassablement de reconnaitre le col des Saisies,.
Le 13 juin, le SHAEF prescrit à l'USAAF de fournir dès que possible de gros moyens en bombardiers lourds afin d'approvisionner les FFI dans des zones jugées de première importance, incluant les Alpes. Le BRCA demande donc à la mission Union de prévoir un terrain de grande taille, exempt de DCA, pour un important parachutage de jour. Avec l'approbation de Bulle qui connait particulièrement bien le secteur, le col des Saisies est confirmé. L'espoir de voir enfin prochainement un largage d'envergure au profit du maquis du Beaufortain est accentué par la nouvelle du parachutage réussi dans le Vercors dans le cadre de l'opération Zebra. Cependant, une opération sur le col des Saisies devra attendre compte tenu de l'accentuation de la pression allemande à la suite de ce qui a été appelé localement « l'affaire de Beaufort » : Le 21 juin le poste de douaniers allemands de Beaufort est attaqué par une compagnie de FTP, et ceci sans concertation avec les FFI. Cette attaque provoque la colère de Bulle qui était parvenu à faire du Beaufortain un sanctuaire sans Allemands à l'exception du poste de Beaufort, seulement occupé par une petite quinzaine de quadragénaires que le Capitaine n'aurait eu aucun mal à convaincre de se rendre au moment de la libération. Cette attaque, provoquant la mort de plusieurs des douaniers, a pour effet des actions de répression dans des secteurs auparavant sécurisés et notamment aux alentours du col des Saisies, rendant dangereux un parachutage. Parallèlement à ces évènements l'Adjudant-Chef Goetz, chef du maquis de Tarentaise, est arrêté à Chambery et fusillé. Finalement, au début du mois de juillet, la pression s'amenuise et les Allemands se retirent, abandonnant même totalement la garnison de Beaufort ce qui rassure Bulle et remet le col des Saisies sur le devant de la scène. Dès lors, pendant la deuxième quinzaine de juillet, le processus s'accélère. Le 1er août 1944, le parachutage tant attendu devient enfin une réalité sur le terrain du col des Saisies,.
Ce parachutage permet à Bulle d'armer 3000 de ses hommes. Mais le Capitaine garde la tête froide car pour lui le plan n'a pas changé : attendre le débarquement dans le midi. Pas question pour lui de déclencher une offensive majeure avant cela. Il consacre donc les premiers jours d'août à organiser efficacement la répartition du matériel et l'instruction des hommes, ce qui ne l'empêche cependant pas de réaliser quelques coups de main et des opérations de guérilla. En réaction à l'opération des Saisies, les Allemands renforcent leur garnison d'Albertville dans les dix jours qui suivent puis quittent la ville pour s'engager en Tarentaise. Ces mouvements font craindre aux résistants et aux habitants des actions de répression à la suite du parachutage comme cela fut le cas pour le maquis du Vercors. Le moral des résistants s'en ressent, en particulier chez les jeunes volontaires récents, ce qui ne manque pas de faire baisser l'efficacité de certaines actions. Bulle, conscient des craintes de ses hommes et du fait que l'arrivage massif de volontaires a pu faire baisser le niveau opérationnel de ses troupes, décide d'adopter des mesures draconiennes. Il ordonne aux chefs de ses compagnies de ne garder que les éléments les plus aptes et les plus motivés et de désarmer et renvoyer chez eux les plus faibles moralement et physiquement. Il préfère ainsi disposer de petits groupes de durs plutôt que d'une grande troupe hésitante,.
Les combats entre Allemands et petits groupes de guérilla s'intensifient. Le 11 août, après une réunion présidée par le chef FFI des deux Savoies, Bulle s'engage vers le sud de son secteur avec la compagnie du lac de la Girotte. Le but est d'atteindre les contreforts de la vallée de l'Isère afin de harceler le flanc gauche des troupes allemandes et de soulager les bouchons mis en place par les FFI du secteur de Tarentaise. L'occupant atteint Moûtiers le 13 août. Bulle installe alors ses hommes en amont, sur les hauteurs du village de Montgirod mais l'adversaire est beaucoup trop nombreux et les maquisards sont contraints de se replier. Deux jours plus tard, le major Ortiz est capturé par les Allemands qui finissent par atteindre Bourg-Saint-Maurice et ainsi occuper à nouveau la Tarentaise tout entière. Le 16 arrive la nouvelle du débarquement de Provence. Le Capitaine Bulle peut donc se préparer à reprendre Albertville. Mais du fait des renforts allemands des jours précédents, il doit réorganiser son dispositif et ne pas attaquer dans l'immédiat. Désireux de s'emparer de la ville en limitant au maximum les combats et les effusions de sang, il fait part le 18 à deux de ses adjoints de son projet d'utiliser un officier allemand fait récemment prisonnier pour servir d'accompagnateur afin de négocier la reddition d'Albertville. Les hommes du maquis parviennent à tenir en respect l'ennemi au fond de la vallée de l'Isère et s'apprêtent à encercler Albertville,.

### Le sacrifice
Le 19 août, Bulle apprend la reddition de la garnison d'Annecy dont le chef reconnait les FFI comme étant une armée régulière. Il a alors bon espoir d'obtenir la libération d'Albertville dans les mêmes conditions. Le 20 août, tôt le matin, il travaille à la préparation du siège de la ville lorsque Mathieu, chef des FFI des Savoies, le contacte pour lui indiquer qu'il en mesure de lui fournir l'un des prisonniers allemands d'Annecy pour servir de messager auprès de la garnison d'Albertville. Les recommandations de Mathieu sont d'escorter le prisonnier à l'entrée de la ville et de s'assurer qu'il y est bien entré. Bulle approuve cette démarche malgré la réticence de certains de ses proches, notamment ses parents à qui il rend visite à Sallanches dans la journée. À Annecy le colonel Meyer, plus haut gradé des allemands prisonniers, a accepté de rédiger un message dans lequel il exhorte la garnison d'Albertville à se rendre et à reconnaitre les FFI en tant qu'armée régulière. Il désigne le major Eggers, vieil officier de la Luftwaffe, pour être le porteur du message. Une escorte de FFI le conduit jusqu'au pont des Roengers, à quelques kilomètres au nord d'Albertville. À 18 heures, Bulle arrive sur place et rencontre Eggers. Les deux hommes se rendent en bordure Est d'Albertville dans un café servant de boîte aux lettres aux FTP. Jean Bulle indique au major que c'est à cet endroit qu'il attendra jusqu'à 22 heures le retour de l'officier allemand et lui fait donner sa parole d'honneur qu'il reviendra après avoir remis le message. Sur ce en compagnie de Beauregard, chef des FTP d'Albertville, ils se rendent au pont des Adoubes qui marque l'entrée d'Albertville. Les allemands présents sur le pont veulent arrêter les deux français mais ils en sont empêchés par le major Eggers qui est conduit à la kommandantur. À 22 heures, sans nouvelles d'Eggers, Bulle retourne au pont et demande aux sentinelles de contacter la kommandantur pour savoir ce qu'il est advenu du major. Après plusieurs réponses insatisfaisantes, lui qui parle correctement allemand la contacte lui-même et un officier, Gerhart Meissner, l'incite à rejoindre la ville avec la garantie d'un libre passage à l'aller comme au retour. Vêtu de son uniforme d'officier, Légion d'Honneur épinglée à la poitrine et brassard arborant la Croix de Lorraine, le capitaine Bulle s'enfonce dans la ville sous les yeux de Beauregard. À l'aube, sans nouvelles de Bulle, son adjoint le capitaine Lorin est averti par Beauregard. Malgré l'absence de leur chef, les maquisard poursuivent leur manœuvre d'encerclement d'Albertville et la compagnie du lac va prêter main-forte au maquis de Tarentaise sur les secteurs du Cormet de Roselend et des Chapieux,.

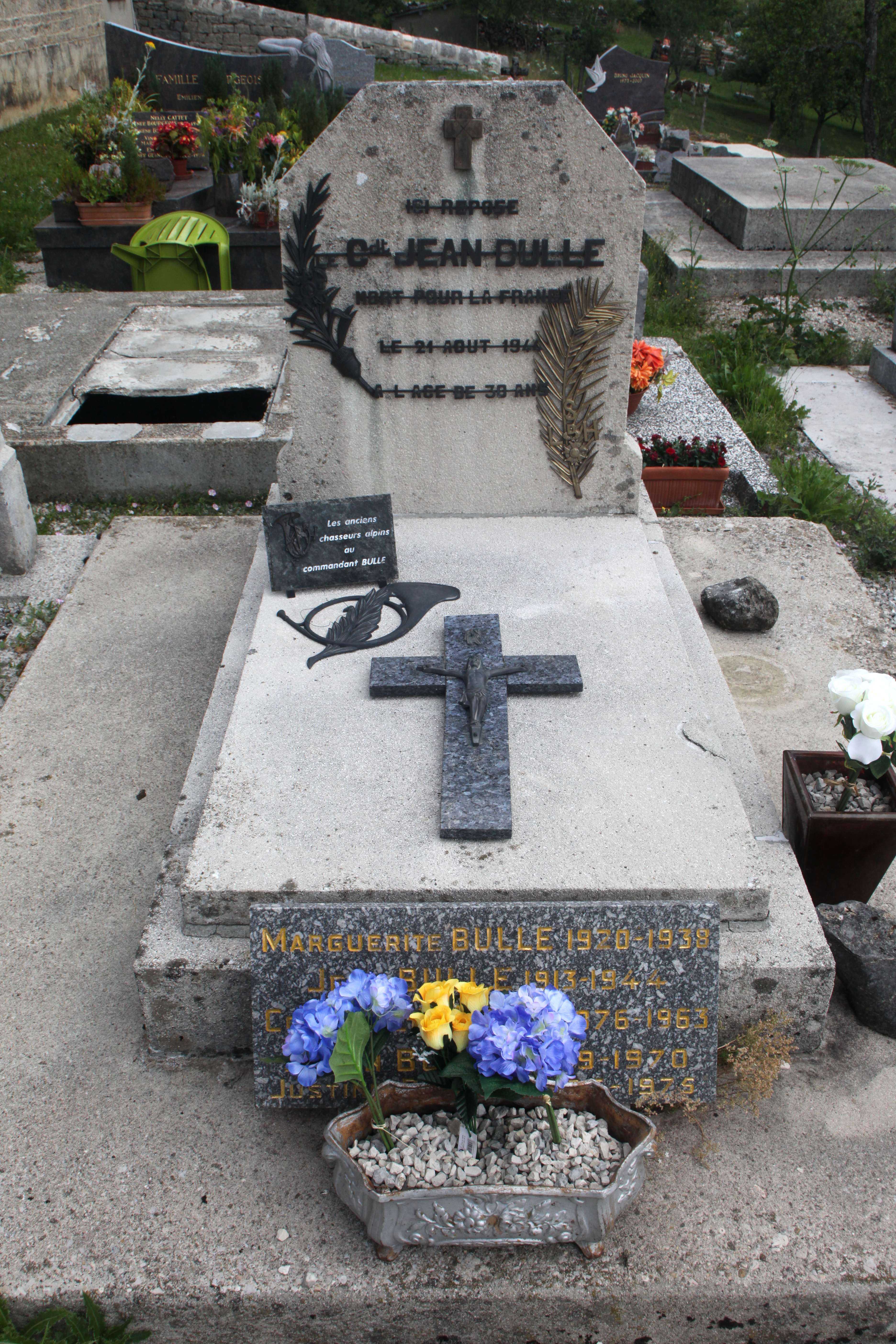
Tombe de Jean Bulle à Labergement-du-Navois (25).

Le 21 août dans la matinée, Monsieur Mugnier, maire d'Albertville, aperçoit Jean Bulle à l'une des fenêtres de la kommandantur, souriant et lui faisant signe de la main. Un garde allemand, ancien douanier de Beaufort qui connaissait déjà Bulle, entre en contact avec Beauregard pour organiser une sortie du capitaine. un groupe est constitué et s'apprête à attaquer la kommandantur mais son chef aperçoit lui-même Bulle à la fenêtre qui lui dit : « A ce soir. » ce qui l'incite à ne pas attaquer. Un autre coup de main est préparé avant que les résistants n'apprennent que le capitaine aurait quitté Albertville dans une voiture de la Wehrmacht. Dans l'après-midi, l'état de siège est décrété dans la ville et les allemands se regroupent à l'arsenal. Des compagnons de Bulle ayant des contacts avec certains allemands et Mathieu, chef des FFI des Savoies qui appelle directement la kommandantur, tentent en vain d'obtenir des nouvelles. Le 22, les premières rumeurs de la mort du capitaine se font entendre. Les FFI lancent un ultimatum à la garnison allemande : la ville sera attaquée le lendemain si Bulle n'est pas rendu d'ici-là. En l'absence de réponse, l'offensive est déclenchée. Après de forts combats, les allemands finissent par déserter la ville. Albertville est libérée mais l'inquiétude est vive concernant le sort du capitaine Bulle. Le 25, un membre de l'AS d'ugine qui passait à Chambéry apprend que le corps d'un inconnu, présumé officier américain ou canadien, a été retrouvé le 21 au soir à Chambéry-le-Vieux (ancien village, aujourd'hui hameau de la commune de Chambéry). Se rendant au commissariat, une chevalière aux initiales « J.B » et un mouchoir aux initiales « L.B »«  » lui sont présentés. Les FFI d'Albertville sont avertis et Louis Bellet, un compagnon du capitaine, se rend à Chambéry. Il y reconnait son propre mouchoir qu'il avait prêté à Bulle quelques jours auparavant. Le corps est alors exhumé et le capitaine Bulle est formellement identifié,.
En 1967, le major Eggers livre un récit assez précis du déroulement des événements. Arrivant à la kommandantur après avoir quitté Bulle, il transmet le message. Le capitaine Obser, chef de la garnison d'Albertville, s'estime incompétent et le transmet au colonel Schwehr qui commande les troupes de Tarentaise et dont le PC est à Moûtiers. Celui-ci demande qu'Eggers lui apporte le message. Le major se rend donc à Moûtiers et insiste sur le fait que les choses doivent se faire rapidement et qu'il doit rejoindre Bulle à 22 heures. Mais Schwehr fait traîner les choses et donne des ordres pour qu'Eggers soit empêché de retourner du côté français. Ce dernier rentre donc à Albertville sous escorte et très tard dans la nuit. Le lendemain matin, il rencontre avec surprise le capitaine Bulle dans les locaux de la kommandantur et s'efforce de lui venir en aide. Mais le colonel Schwehr transmet l'ordre de fusiller Bulle. Eggers et le capitaine Obser tentent de contrer cet ordre en invoquant une directive de leur division supérieure selon laquelle les officiers français prisonniers doivent être conduits à l'État-Major de la division pour y être interrogés. Malgré la fureur de Schwehr, le major Eggers prend place dans un convoi transportant Bulle en direction d'Aix-les-Bains. En cours de route, une voiture dépasse à vive allure le convoi alors que celui-ci est arrêté. À l'intérieur : le capitaine Obser et son adjoint le lieutenant Meissner, celui-là même que le capitaine Bulle avait eu au téléphone la veille et qui lui avait offert une garantie de libre-circulation. Quelques instants plus tard, des coups de feu sont entendus. Selon divers témoignages, c'est Meissner qui aurait lui-même exécuté Bulle. Le crime s'est déroulé à seulement quelques kilomètres d'Albertville entre Saint-Vital et Montailleur. Il est prévu que le corps soit transporté à Aix-les-Bains où les allemands possèdent un important centre médical équipé de fours crématoires. Mais la ville est déjà libérée avant leur arrivée et le corps est donc abandonné quelques kilomètres avant, à l'endroit où il est découvert plus tard.
En octobre 1944, le corps du capitaine Bulle quitte la Savoie. Albertville lui rend un hommage patriotique. Le cercueil est placé sous un catafalque dans le hall de la sous-préfecture et gardé jour et nuit par quatre officiers. Pendant deux jours, la population vient se recueillir avant que Bulle n'aille rejoindre sa terre natale où il est définitivement inhumé à Labergement-du-Navois. Le 7 octobre, un décret nomme Jean Bulle chef de bataillon à titre posthume.

## Décorations
|  |  |  |  |  |  |
|  |  |  |  |  |  |

| Chevalier de la Légion d'Honneur     | Chevalier de la Légion d'Honneur | Croix de Guerre 1939-1945 Avec une palme | Croix de Guerre 1939-1945 Avec une palme | Médaille de la Résistance À titre posthume | Médaille de la Résistance À titre posthume |
| Mention in dispatch À titre posthume |                                  |                                          |                                          |                                            |                                            |

## Hommages
Il est déclaré « Mort pour la France » et « Interné résistant »,.
- Des rues, avenues et places du Commandant Bulle existent à Grenoble, Chambéry, Albertville, Ugine, Beaufort, La Bathie, Pontarlier et Labergement-du-Navois
- L'ancien quartier du 7e Bataillon de Chasseurs Alpins à Bourg-Saint-Maurice (1962-2012) portait son nom.
- Ce même bataillon envoie chaque année un détachement honorer sa tombe.
- Un monument a été érigé à l’emplacement où son corps fut abandonné.
- La promotion 1974-4 du bataillon d'Élève officier de réserve de Saint-Cyr a été baptisée en son honneur.
- La promotion 1977-1979 de la Corniche Brutionne du Prytanée militaire porte son nom.
- La 197e promotion de Saint-Cyr (2010-2013) porte son nom.

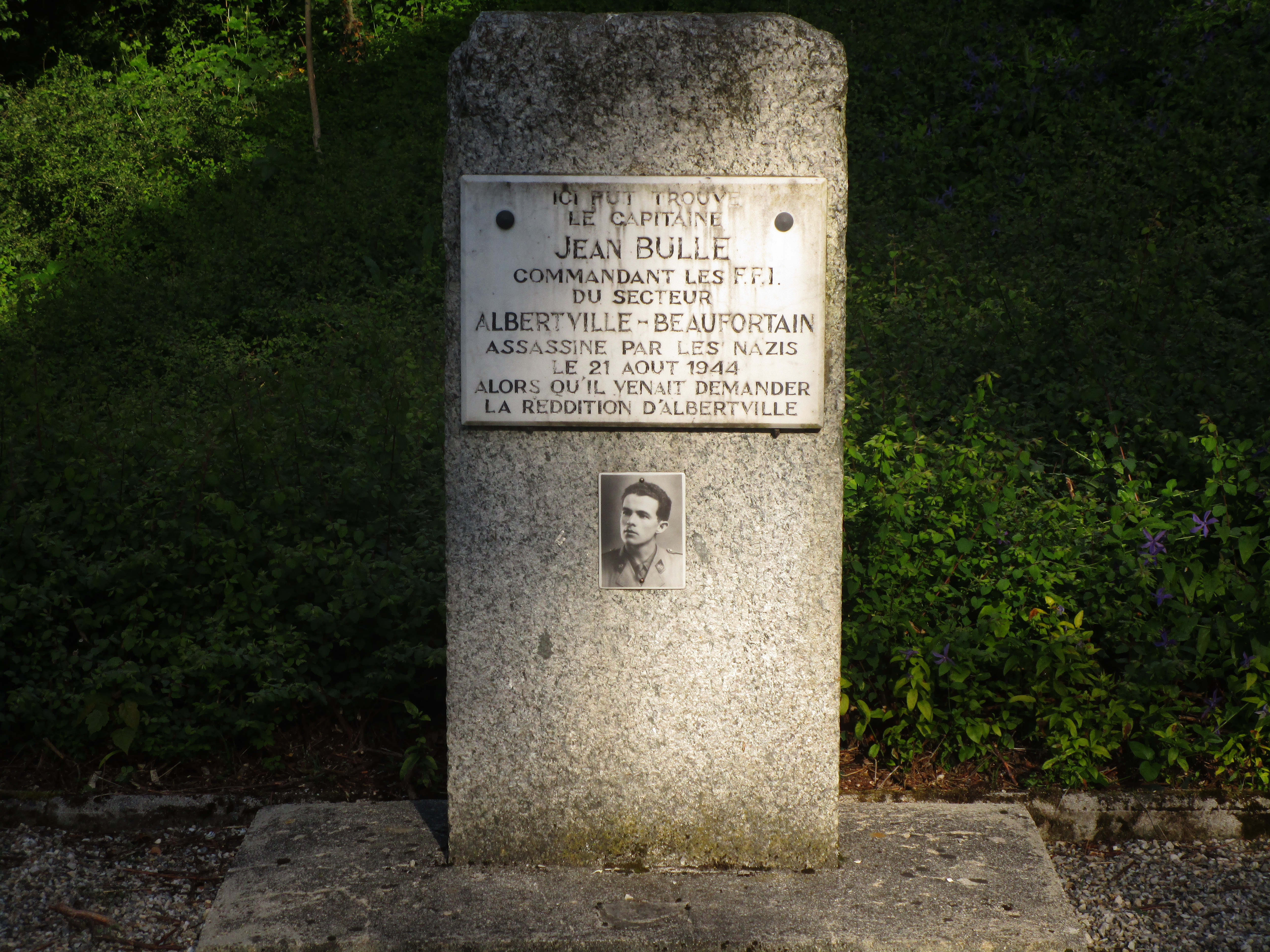
Monument érigé sur le lieu de découverte du corps de Jean Bulle.